# Selaginella sobolifera
Selaginella sobolifera är en mosslummerväxtart som beskrevs av Alan Reid Smith. Selaginella sobolifera ingår i släktet mosslumrar, och familjen mosslummerväxter. Utöver nominatformen finns också underarten S. s. arcana.